# Himmelwärts
Himmelwärts ist eine Sammlung von 25 Gebeten, die vom Gründer der internationalen Schönstattbewegung, Josef Kentenich, in der Zeit seiner Gefangenschaft (1941–1945) durch die Gestapo verfasst und am 20. September 1945 veröffentlicht wurden.
Das Datum sollte an den Tag seiner Gefangennahme im Jahre 1941 erinnern. Bis auf das sog. „Dankeslied“, das er im Gefängnis in Koblenz geschrieben hat, entstanden alle Gebete im Konzentrationslager Dachau.
Die Gebete sind in Versen gefasst, teils aus Gründen der leichteren Memorierbarkeit, teils aus Gründen der Tarnung, um sie leichter aus dem Lager schmuggeln zu können. Dem Schönstatt-Diözesanpriester Peter Wolf zufolge geht es bei ihnen „nicht um Dichtung im Sinne der Poesie, sondern um eine Form der 'Ideenlyrik', die Ideen und Gedanken … verdichtet ins Wort bringt. Schöne Dichtung würde dem Ort der Entstehung, der Hölle von Dachau, kaum entsprechen.“ Die Texte seien „authentisches Zeugnis des Betens und Lebens des Gründers und seiner geistlichen Familie in einer entscheidenden Zeit ('Hoch-Zeit') der Gründung.“
Himmelwärts enthält seinem Verfasser zufolge „die Metaphysik der Metaphysik“ Schönstatts, es sei „so etwas wie ein konzentriertes, auf letzte Prinzipien gestrafftes Kompendium der zentralen Gedanken und Ideen.“
Die frühe Veröffentlichung geschah „ganz bewusst mit dem Ziel, die geistliche Familie nach der Zeit der Verfolgung durch das Dritte Reich zu der erreichten geistlichen Höhenlage zu führen und sie in diesem Geist zu einer in einer neuen Geschlossenheit.“ Darüber hinaus sei dem Gründer daran gelegen gewesen, „die in der Geschichte Schönstatts gewachsene Spiritualität in die Kirche einzubringen und in der Auseinandersetzung die Anerkennung zu erreichen“, so Wolf.
Himmelwärts wurde zunächst nur für den internen Gebrauch veröffentlicht. Die kirchliche Druckerlaubnis wurde 1973 erteilt.
Es gibt mittlerweile zahlreiche Deutungen der Himmelwärts-Gedichte – u. a. von Tilmann Beller (2005) und Peter Wolf (1996).

## Gliederung
Himmelwärts ist in zwei Teile gegliedert. Während der erste Teil („Den Tag entlang“) Gebete für den täglichen Gebrauch wie eine „Morgen-“ und „Abendweihe“, ein „Schönstatt-Offizium“, eine „Werkzeugs-Messe“, einen „Werkzeugs-Rosenkranz“, einen „Werkzeugs-Kreuzweg“ und ein Gebet „Nach dem Angelus“ enthält, sind im zweiten Teil Gebete zu verschiedenen Anlässen zu finden.